# Cobubatha icria
Cobubatha icria là một loài bướm đêm trong họ Noctuidae.